# Challengers Cup
De Challengers Cup was in de seizoenen 2007/2008 en 2008/2009 een serie schaatswedstrijden voor subtopschaatsers die zich niet hadden geplaatst voor de World Cup of andere grote wedstrijden.
De wedstrijd bestond uit drie wedstrijden en de cyclus is twee keer gehouden. In 2009 is organisatie van de Challengers Cup gestaakt, vermoedelijk vanwege gebrek aan belangstelling.

## Winnaars

### Seizoen 2007/2008

#### Mannen
| Wedstrijd         | Data                | Baan    | 1e 500m       | 2e 500m       | 1e 1000m         | 2e 1000m      | 1500m        | 5000m               |
| ----------------- | ------------------- | ------- | ------------- | ------------- | ---------------- | ------------- | ------------ | ------------------- |
| Challengers Cup 1 | 17-18 november 2007 | Hamar   | Lars Elgersma | Michel Mulder | Lars Elgersma    | Lars Elgersma | Ben Jongejan | Ben Jongejan        |
| Challengers Cup 2 | 26-27 januari 2008  | Hoorn   | Jurre Trouw   | Jurre Trouw   | Freddy Wennemars | Yuri Solinger | Rhian Ket    | Boris Kusmirak      |
| Challengers Cup 3 | 1-2 maart 2008      | Berlijn | Jurre Trouw   | Jurre Trouw   | Jurre Trouw      | Jurre Trouw   | Ben Jongejan | Arjen van der Kieft |

#### Vrouwen
| Wedstrijd         | Data                | Baan    | 1e 500m                | 2e 500m                | 1e 1000m       | 2e 1000m          | 1500m           | 3000m                 |
| ----------------- | ------------------- | ------- | ---------------------- | ---------------------- | -------------- | ----------------- | --------------- | --------------------- |
| Challengers Cup 1 | 17-18 november 2007 | Hamar   | Ingeborg Kroon         | Ingeborg Kroon         | Ingeborg Kroon | Alexandra Lipp    | Jorien Voorhuis | Jorien Voorhuis       |
| Challengers Cup 2 | 26-27 januari 2008  | Hoorn   | Jorien Kranenborg      | Jorien Kranenborg      | Wieteke Cramer | Jorien Kranenborg | Wieteke Cramer  | Lisette van der Geest |
| Challengers Cup 3 | 1-2 maart 2008      | Berlijn | Gabriele Hirschbichler | Gabriele Hirschbichler | Wieteke Cramer | Wieteke Cramer    | Wieteke Cramer  | Alexandra Lipp        |

### Seizoen 2008/2009

#### Mannen
| Wedstrijd         | Data                | Baan   | 1e 500m       | 2e 500m       | 1e 1000m      | 2e 1000m      | 1500m           | 5000m               |
| ----------------- | ------------------- | ------ | ------------- | ------------- | ------------- | ------------- | --------------- | ------------------- |
| Challengers Cup 1 | 13-14 december 2008 | Hoorn  | Ronald Mulder | Ronald Mulder | Michel Mulder | Michel Mulder | Lars Kvaalen    | Alexej Baumgärtner  |
| Challengers Cup 2 | 31 jan.-1 feb. 2009 | Hamar  | Ronald Mulder | Ronald Mulder | Michel Mulder | Ronald Mulder | Jan Blokhuijsen | Henrik Christiansen |
| Challengers Cup 3 | 7-8 maart 2009      | Erfurt | Michel Mulder | Michel Mulder | Michel Mulder | Michel Mulder | Tim Roelofsen   | Tim Roelofsen       |

#### Vrouwen
| Wedstrijd         | Data                | Baan   | 1e 500m           | 2e 500m               | 1e 1000m              | 2e 1000m      | 1500m                  | 3000m          |
| ----------------- | ------------------- | ------ | ----------------- | --------------------- | --------------------- | ------------- | ---------------------- | -------------- |
| Challengers Cup 1 | 13-14 december 2008 | Hoorn  | Frederika Buwalda | Esmeralda Nieuwendorp | Esmeralda Nieuwendorp | Marije Joling | Janneke Ensing         | Janneke Ensing |
| Challengers Cup 2 | 31 jan.-1 feb. 2009 | Hamar  | Anice Das         | Anice Das             | Anice Das             | Anice Das     | Annouk van der Weijden | Mari Hemmer    |
| Challengers Cup 3 | 7-8 maart 2009      | Erfurt | Judith Hesse      | Ko Hyon-Suk           | Ko Hyon-Suk           | Sophie Nijman | Annouk van der Weijden | Mari Hemmer    |